# 莫伊塔 (上科西嘉省)
莫伊塔（法語：Moïta，法語發音：[mɔ.ita]）是法国上科西嘉省的一个市镇，属于科尔泰区。

## 地名
该地名“Moïta”中“ï”带分音符，发音为[mɔ.ita]，应译“莫伊塔”，而《世界地名译名词典》误将该地名“Moïta”记为“Moita”，误译为“穆瓦塔”。

## 地理
莫伊塔（42°16'43"N, 9°24'48"E）面积5.71 平方千米，位于法国上科西嘉省，该省份位于科西嘉北部，后者为地中海西部的一座岛屿，也是法国的一个单一领土集体，位于法国大陆部分的东南面，意大利半島的西面，最临近的地块是撒丁岛。
与莫伊塔接壤的市镇（或旧市镇、城区）包括：马特拉。
莫伊塔的时区为UTC+01:00、UTC+02:00（夏令时）。

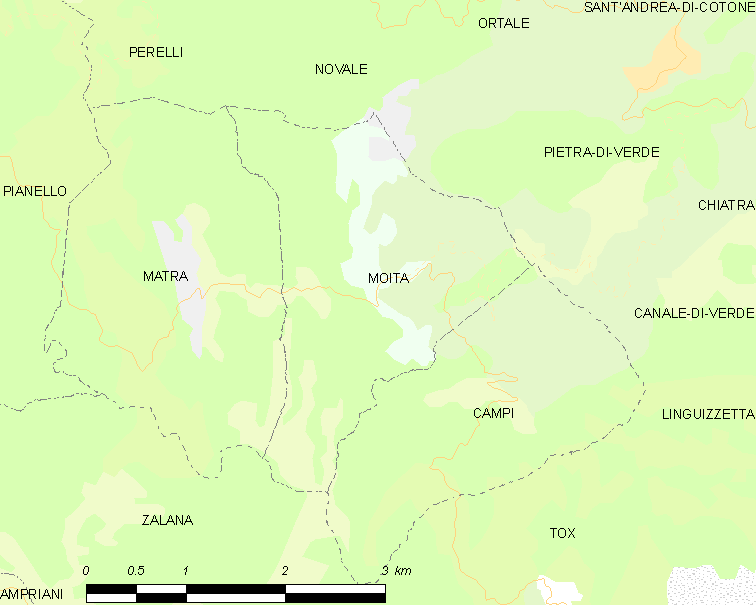
莫伊塔的OSM定位图

## 行政
莫伊塔的邮政编码为20270，INSEE市镇编码为2B161。

## 政治
莫伊塔所属的省级选区为吉索纳恰县。

## 人口

1962-2008年间莫伊塔人口变化图示

莫伊塔于2022年1月1日时的人口数量为62人。